# .280 Ross
El .280 Ross, también conocido como .280 Nitro, es un cartucho para fusiles, fabricado originalmente en Canadá en 1906. Presenta un diámetro de aproximadamente 7 mm y fue desarrollado en Canadá por FW Jones como asesor de Sir Charles Ross, y su compañía, para su uso como un cartucho militar canadiense en sustitución de los británicos.

## Desempeño
Disparando una bala de 9,1 g (140 granos) con una velocidad de boca de 880 m/s (2.900 ft/s), el cartucho está clasificado para la designación contemporánea de "magnum". Fue utilizado como cartucho de francotirador militar, además de lograr una cierta notoriedad como cartucho de cacería en los años inmediatamente posteriores a la Primera Guerra Mundial. Balísticamente, el desempeño del cartucho .280 Ross es ampliamente comparable al del más moderno .280 Remington . Como un elemento fabricado comercialmente este cartucho ha sido obsoleto por algunos años, a causa de las balas no apropiadas, así como por los problemas asociados al fusil Ross.